# Dendrocalamus
Dendrocalamus (Ness), Klemachloa (R.Parker), Oreobambos (K.Schum), Oxytenanthera (Munro) o Sinocalamus (McClure) és un gènere tropical de bambú gegant, similar al gènere Bambusa, és originari d'Àsia i Àfrica. Té unes 29 espècies.